# مؤسسة تغذية بريطانية
مؤسسة التغذية البريطانية هي مؤسسة خيرية بريطانية مسجلة، وشركة محدودة بضمان تعمل على مشاركة المعرفة العلمية والمشورة حول النظام الغذائي والنشاط البدني والصحة.

## أنشطة
تهدف مؤسسة التغذية البريطانية إلى منح عامة الناس والمعلمين والمنظمات إمكانية الوصول إلى معلومات موثوقة حول التغذية. يوفر موقعها على الإنترنت تفاصيل حول النظم الغذائية الصحية والمستدامة، والتغذية في مراحل الحياة المختلفة، والنظام الغذائي فيما يتعلق بالقضايا الصحية، ووضع النصائح حول النظام الغذائي والتغذية موضع التنفيذ. ويقدم التدريب من خلال الدورات التدريبية على الإنترنت والحلقات الدراسية الشبكية، مع إتاحة الحلقات الدراسية الشبكية السابقة على الموقع الشبكي، إلى جانب أشرطة فيديو للمؤتمرات السنوية السابقة. تدير المنظمة «أسبوع الأكل الصحي» السنوي كل شهر يونيو.
تدير مؤسسة التغذية البريطانية البرنامج التعليمي الأكل- حقيقة من حقائق الحياة. ويهدف هذا البرنامج إلى دعم المعلمين عن طريق توفير معلومات يسهل الوصول إليها عن النظام الغذائي والصحة للأطفال والشباب بصورة تدريجية خلال الفترة العمرية من 3 سنوات إلى 16 سنة أو أكثر. تم إطلاقه في الأصل في عام 1991 في شراكة مع وزارة الزراعة ومصائد الأسماك والأغذية (المملكة المتحدة)، استمرت حتى عام 1997. واصلت مؤسسة التغذية البريطانية تطوير الموارد التعليمية ومنذ عام 2018 كان برنامج الأكل- حقيقة من حقائق الحياة شراكة بين مؤسسة التغذية البريطانية ومجلس تنمية الزراعة والبستنة.
المجلة الرسمية لـمؤسسة التغذية البريطانية، نشرة التغذية، هي مجلة دولية تتم مراجعتها من قبل الأقران تصدر كل ثلاثة أشهر بواسطة ويلي. تضمنت تغطيتها مقالات مراجعة ومواد إخبارية عن التغذية، ولكن منذ الحصول على عامل التأثير وتغطية ميدلاين، تم تضمين عدد متزايد من الأوراق التي تفيد بالبحث الأصلي؛ العديد من المقالات مفتوحة الوصول.

## حكم
تحت ميثاقها ومواثيق التأسيس، يمكن أن يتألف المجلس التنفيذي لمؤسسة التغذية البريطانية من ما لا يزيد عن 12 أمينًا. يتم تعيين الأمناء من قبل المجلس التنفيذي ويخدمون لفترة ثلاث سنوات، حيث يمكن لكل أمين أن يخدم لفترة قصوى تبلغ تسع سنوات. يتم توجيه عضوية المجلس نحو المجتمع الأكاديمي العلمي.
بوصفها جمعية خيرية تتلقى تمويلها بشكل كبير من تبرعات الشركات من منظمات صناعة الطعام، تحافظ مؤسسة التغذية البريطانية على استقلاليتها من خلال لجان استشارية وعلمية، ومجلس استشاري تحريري، وفرق عمل تعليمية، وسجل للمصالح الشخصية لأعضاء المجلس والمديرين العليا.

## تمويل
في 2021-22، بلغ دخل المؤسسة الخيرية 1.35 مليون جنيه إسترليني، بإنفاق 1.33 مليون جنيه إسترليني.

## انتقاد روابط صناعة الأغذية
أجرى فيلم وثائقي بعنوان العالم في العمل عام 1985 مقابلة مع ديريك شريمبتون، المدير العام السابق في مؤسسة التغذية البريطانية، الذي قال: «في الفترة التي كنت فيها هناك، تم اتخاذ المؤسسة فقط بإجراءات دفاعية للصناعة». وقال أيضًا إن مؤسسة التغذية البريطانية عمل على إحباط اللجان الحكومية التي تعمل على سياسات لتقليل استهلاك السكر والملح والدهون.
في عام 2005، وقع 26 نائباً في المملكة المتحدة على اقتراح مبكر في البرلمان بشأن مؤسسة التغذية البريطانية لتقديم المشورة للحكومة بشأن التغذية الغذائية أثناء تلقي الأموال من صناعة الأغذية.
مثلت مخاوف إضافية بشأن علاقة المركز الوطني للتغذية مع صناعة الطعام في مقال نُشر في العام 2010 في الصحيفة الطبية البريطانية، ونُشر أيضاً بصورة مختصرة في صحيفة "ذي إندبندنت". انتقد المقال الطريقة التي تعامل بها المركز كمصدر لمعلومات التغذية الخالية من التحيز من قبل وسائل الإعلام، عادةً دون الإشارة إلى الروابط مع الصناعة، حيث يكون أعضاء الجهة الممولة منها يشملون، على سبيل المثال، شركات كادبوري، كيلوغ، وماكدونالدز. كما انتقد المقال الحكومة البريطانية لدفع المركز لتطوير مواد تعليمية حول التغذية، ونقل عبارات تيم لوبشتاين، مدير في الجمعية الدولية لدراسة السمنة - مهمة مكافحة السمنة (التي أصبحت الآن الاتحاد العالمي لمكافحة السمنة)، مشيرًا إلى أن بعض المواد التعليمية للمركز تبدو تدعم رسائل الصناعة.